# Binaural rytm
Binaurala rytmer är ett sätt för människan att uppfatta ljudvågor med frekvenser utanför vårt normala hörselomfång. Genom att utsätta höger öra för en ton på t.ex. 300 hertz, och det vänstra örat för en ton på 310 hertz, så hör man ytterligare en upplevd ton på differensen mellan dessa två frekvenser, det vill säga 10 hertz.
Binaurala rytmer har använts inom trance-musik och skapandet av ljudmönster med målet att inducera olika hjärnvågor, bland annat thetavågor, som ligger på mellan 6 och 10 hertz. Det vetenskapliga underlaget för detta är dock bristande.